# Hamdan bin Mohammed Al Maktoum

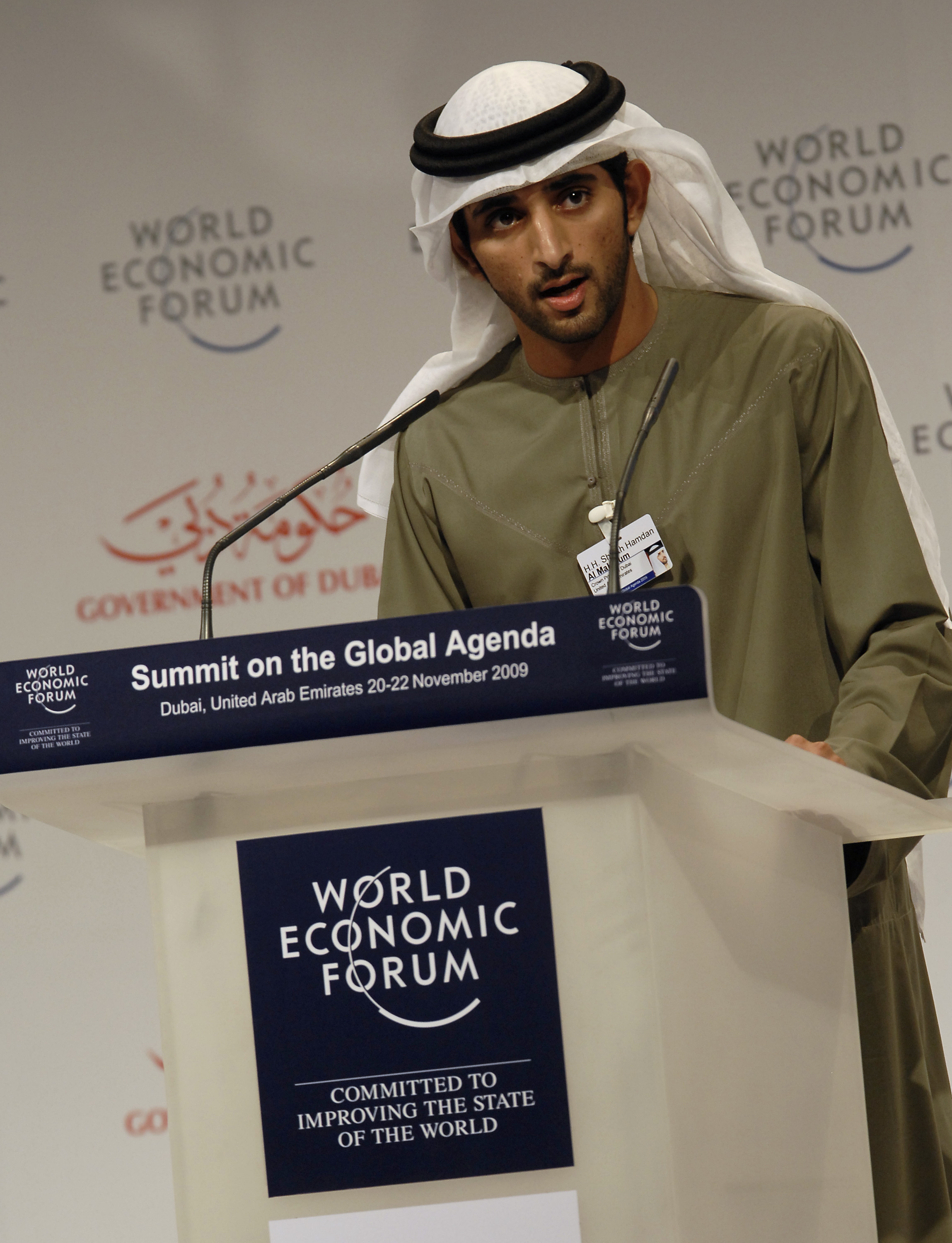
Hamdan bin Mohammed Al Maktoum vid World Economic Forums Summitt on the Global Agenda i november 2009.

Hamdan bin Mohammed Al Maktoum, född 14 november 1982 i Dubai, är en emiratisk kunglighet, schejk, politiker och idrottare. Han är kronprinsen för Dubai och som kommer att ta över emir Mohammed bin Rashid Al Maktoums sysslor när denne avlider eller abdikerar.
Al Maktoum är också ordförande för Dubais exekutiva nämnd, som sköter Dubais strategiska utvecklingsarbete, sedan september 2006.
Han avlade examen vid Royal Military Academy Sandhurst och studerade kurser vid London School of Economics och Dubai School of Government.
Al Maktoum är också verksam som utövare av ridsport och blivit världsmästare för individuell distansritt vid ryttar-VM 2014.
Han äger superyachten Quattroelle som han köpte från Michael Lee-Chin för 130 miljoner amerikanska dollar.